# 惠山油酥
惠山油酥，无锡名小吃，原名“重油烧饼”，别名“金刚肚脐”。其形似象棋子，以桃肉、青梅子、糖瓜条、桔皮、糖、素油等10多种原料作馅，用精面粉和芝麻作皮，具有香、甜、酥、松的风味。

## 简介
惠山油酥，原名重油烧饼，是无锡惠山地區的著名小吃。相传爲朱明王朝覆灭后，明宗室朱圣谕携眷隱居无锡惠山脚下，爲謀生計，就製作宫中的重油烧饼，販賣给前来惠山寺进香的香客。后来，惠山寺惠性法师见油酥形状很像寺内四大金刚塑像的肚脐，便戏称它为金刚肚脐。从此，金刚肚脐名扬四方，成为无锡一带的名产。这个名字也一直沿用到今天。
制作此点心者，过去较著名的有朱顺兴、朱德昌、朱永昌、朱源泰等，均以朱姓人家为正宗，无锡因此有俗语“朱一角”。1949年后，政府将各家店坊合并为“惠山糖果店”，又因“金刚肚脐”带有佛教色彩，便改名为“惠山油酥”。
2007年，朱顺兴油酥店老店新开。2010年，惠山油酥入选无锡市非物质文化遗产名录。

## 制法
据由众多无锡餐饮资深专家编著的《无锡菜典》中记载，惠山油酥的具体制法可为：
主辅料：面粉500克、红绿瓜100克、金橘饼100克、白芝麻100克。

调料：白糖50克、盐3克、葱5克、素油100克、苏打粉5克。
制法：将面粉加入油、白糖、盐、葱花、苏打粉搓成酥皮，再将红绿瓜、金橘饼斩碎拌入白糖、油、盐成馅心，将酥皮包上馅心成小扁圆球，滚上白芝麻，入烤箱烤熟即成。

## 逸事
惠山小吃中，曾有一种与金刚肚脐齐名的点心，谓“腊烧片”，其味松酥葱香、椒盐可口，别具风味。主要原料采用精白面粉、精白糖、素油、鸡蛋、葱汁、调味品等精制而成。1949年后未再生产，如今制作手艺已失传。